# Lesgische Sprachen

Die lesgischen Sprachen (Nr. 6–15) im Umfeld der nordostkaukasischen Sprachfamilie, wobei Chinalugisch manchmal nicht dazugezählt wird.

Die lesgischen Sprachen sind eine Untergruppe der (nordostkaukasischen) nachisch-dagestanischen Sprachfamilie. Die Hauptmasse der Sprecher dieser Sprachen wohnt in der autonomen Republik Dagestan (Russische Föderation), ein nicht geringer Anteil aber auch in Aserbaidschan.

## Gliederung
Samurische Gruppe
- Aghulisch (1992)
- Lesgisch (1938)
- Rutulisch (1992)
- Tabassaranisch (1938)
- Tsachurisch (1992)

Alle diese Sprachen sind heute Schriftsprachen; die Jahreszahlen in Klammern geben an, seit wann die betreffende Sprache mit dem kyrillischen Alphabet geschrieben wird.
Schah-Dagh-Gruppe
- Buduchisch
- Krysisch

Einzelsprachen
- Artschinisch
- Chinalugisch
- Udisch
- Alwanisch (historische Sprache)

Das Chinalugische wird alternativ auch als Einzelsprache innerhalb der nachisch-dagestanischen Sprachen klassifiziert.
Von der sowjetischen Nationalitätenpolitik wurden die Sprecher dieser Sprachen zur Titularnation der Lesgier zusammengelegt, was bedeutete, dass sie mit Ausnahme der Tabassaranen Lesgisch als Schrift- und Unterrichtssprache verwenden mussten. Allerdings scheiterte die Angleichung dieser Völker an die Lesgier, weshalb sie heute wieder als selbständige Völker gelten.